# ザカリー・ベネット
ザカリー・ベネット（Zachary Bennett、1980年2月17日 - ）は、カナダの俳優兼ミュージシャン。

## 出演作品
- キューブ ゼロ - エリック・ウィン
- 処刑人II - ロイ
- トワイライト・ゾーン - ブライアン・ハリス
- 爆丸バトルブローラーズ - 風見駿、アポロニール
- コバート・アフェア
- ロスト・ガール
- ワイルドクラッツ - ザック・バルミテック
- マードック・ミステリー 〜刑事マードックの捜査ファイル〜